# Břve
Břve (německy Steg) jsou dnes evidenční částí a zároveň základní sídelní jednotkou města Hostivice, spadající do katastrálního území Litovice. Nacházejí se v jihozápadní části tohoto města, odděleny lesíkem Bažantnice, na severním břehu Břevského rybníka. Od roku
2012 se tam nachází pražské studio TV Noe a od roku 2018 „televizní“ kaple Panny Marie, Hvězdy evangelizace.

## Historie
První písemná zmínka o vesnici pochází z roku 1184. Původně šlo o samostatnou poddanskou vesnici. Nové studio "Don Bosco" bylo slavnostně otevřeno ředitelem TV Noe Leošem Ryškou a posvěceno novým arcibiskupem pražským Janem Graubnerem ve středu 16. listopadu 2022.

## Pamětihodnosti
- zvonička
- kaplička – 19. zastavení na poutní cestě z Prahy do Hájku[4]